# Wollbrandshausen
Wollbrandshausen est une municipalité allemande du land de Basse-Saxe et l'arrondissement de Göttingen.